# Hexatoma (Eriocera) pachyrrhina
Hexatoma (Eriocera) pachyrrhina is een tweevleugelige uit de familie steltmuggen (Limoniidae). De soort komt voor in het Oriëntaals gebied.